# Рошиори де Веде
Рошиори де Веде (рум. Roşiorii de Vede) град је у у јужном делу Румуније, у историјској покрајини Влашка. Рошиори де Веде је други по важности град у округу Телеорман.
Рошиори де Веде према последњем попису из 2002. има 31.849 становника.

## Географија
Град Рошиори де Веде налази се у средишњем делу историјске покрајине Влашке, око 100 km западно до Букурешта.
Рошиори де Веде се налази на реци Ведеи, у средишњем делу Влашке низије. Надморска висина града је 80 м.

## Становништво
У односу на попис из 2002, број становника на попису из 2011. се смањио.
| 1966.  | 1977.  | 1992.  | 2002.  | 2011.  |
| ------ | ------ | ------ | ------ | ------ |
| 21.747 | 28.847 | 37.640 | 31.873 | 27.416 |

Румуни чине већину становништва Рошиорија де Ведеа, а од мањина присутни су само Роми.